# ULAS J131508.42+082627.4
ULAS J131508.42+082627.4 ist ein Brauner Zwerg der Spektralklasse T7.5 im Sternbild Jungfrau. Er wurde 2008 von David Pinfield et al. entdeckt.